# Xama
Xama is een computerspel dat werd ontwikkel door Ronald Mayer. Het spel werd in 1989 uitgebracht door CP Verlag/Magic Disk 64. Het type spel is horizontale scrollende Shoot 'em up. Het spel kan door maximaal één persoon gespeeld worden.